# Takis Zenetos
Takis Panigotis Zenetos (Atenas, 1926 – 28 de junio de 1977) fue un arquitecto y teórico griego.
Estudió en la École Nationale Supérieure des Beaux-Arts de Paris, finalizando sus estudios en 1954. En 1955 regresó a su país y abrió su despacho en Atenas y entre los proyectos más significativos que llevó a término se encontraban las villas en Kavouri y Glyfada, ya demolidas, o el edificio para la fábrica cervecera Fix, del que destacaban las terrazas en voladizo.
A lo largo de su vida proyectó más de 120 edificios, como naves industriales, escuelas, residencias u oficinas, además de diseñar objetos y realizar estudios de planificación urbana, como el plan de desarrollo de Ática. Asimismo, desarrolló una serie de trabajos utópicos que podrían aproximarle a la obra de Archigram o Constant Nieuwenhuys, como es el caso de los proyectos Cable City o Electronic Urbanism.
Su ideología buscaba siempre la integración de sus proyectos con el medio ambiente, lo cual era un signo de distinción en su trabajo. Su sólida formación científico-tecnológica le llevó a desarrollar una obra marcada por la funcionalidad de la organización, la pureza de la forma, la claridad de la construcción, la flexibilidad y la participación del usuario en la configuración del entorno, todo ello empleando una tecnología avanzada para la época.
Su trabajo empezó a ser reconocido a partir de 1962, cuando diversas revistas relacionadas con el mundo de la arquitectura empezaron a publicar sus proyectos. El editor Orestes Doumani fue quien mostró mayor interés y comenzó con las publicaciones en revistas griegas como Libra o Cuestiones Arquitectónicas. Posteriormente sus trabajos se publicarían en otros países europeos.